# Lanvollon
Lanvollon (bret. Lannolon) – miejscowość i gmina we Francji, w regionie Bretania, w departamencie Côtes-d’Armor.
Według danych na rok 1990 gminę zamieszkiwało 1427 osób, a gęstość zaludnienia wynosiła 285 osób/km² (wśród 1269 gmin Bretanii Lanvollon plasuje się na 438. miejscu pod względem liczby ludności, natomiast pod względem powierzchni na miejscu 1019.).